# Диазоксид
Диазоксид — лекарственное средство, активатор калиевых каналов. Вызывает локальное расслабление гладкой мускулатуры путем увеличения проницаемости мембраны для ионов калия, что отключает кальциевые каналы, предотвращая поток ионов кальция через сарколемму и активацию сократительного аппарата. 
Используется в качестве сосудорасширяющего средства при лечении острой или злокачественной гипертензии.
Диазоксид также ингибирует секрецию инсулина, открывая АТФ-чувствительные калиевые каналы бета-клеток поджелудочной железы, таким образом, он используется для борьбы с гипогликемией в болезненных состояниях, таких как инсулинома (опухоль, продуцирующая инсулин) или врожденный гиперинсулинизм. Также может быть использован при отравлении производными сульфонилмочевины, имеющими противоположный эффект.
Диазоксид также действует как положительный аллостерический модулятор AMPA и каинатных рецепторов ЦНС, поэтому имеет потенциальное применение как улушитель когнитивных функций.